# كينجي مورياما
كينجي مورياما (باليابانية: 守山 健二) (21 يونيو 1991 في كاناغاوا في اليابان – )؛ هو لاعب كرة قدم ياباني سابق كان يلعب كحارس مرمى.

## وصلات خارجية
- كينجي مورياما على موقع رابطة كرة القدم اليابانية للمحترفين (اليابانية)